# アンドレス・フェリペ・ロア
アンドレス・フェリペ・ロア・エストラーダ（スペイン語: Andrés Felipe Roa Estrada、1993年5月25日 - ）は、コロンビアのサッカー選手。コロンビア代表。ポジションはMF。

## クラブ歴
デポルティーボ・カリで選手となった。2015年に期限付き移籍から復帰すると、リーグ優勝を達成した。
2019年7月にCAインデペンディエンテに期限付き移籍。2020年12月30日にインデペンディエンテが買い取りオプションを行使し完全移籍。
2022年7月、AAアルヘンティノス・ジュニアーズに移籍。

## 代表歴
2015年9月8日に行われたペルー代表との親善試合で代表初出場。
翌年にはリオデジャネイロオリンピックに出場した。